# Генетичен дрейф
Генетичният дрейф представлява промяна в честотата на гените (алелите), която е случайна и няма приспособителен характер. Така, причините за генетичния дрейф не са биологични, а стохастични (т.е. вероятностни). Колкото по-малка е популацията, толкова по-силно се проявява въздействието на генетичния дрейф. Когато популацията е съставена от малък брой индивиди, алелните честоти могат да се променят поради изцяло случайни причини. Поради това в малките популации може да се установи отклонение от разпределението, очаквано според закона на Харди – Вайнберг, въпреки че кръстосването е случайно и не действа отбор.
Вероятността за достигането на дадена честота на гените в следващото поколение в резултат на дрейфа може да се прогнозира с помощта на закономерностите на биномното разпределение. Промените в резултат на дрейфа се натрупват с времето (поколенията), като посоката на промяна в едно поколение е независима от посоката в предишното поколение.
Дрейфът намалява генетичното разнообразие в популациите: след като един алел е изгубен в резултат на дрейфа, той повече не съществува в популацията (освен ако не възникне отново в резултат на мутация, или не пристигне от друга популация в резултат на миграция).
Дрейфът увеличава генетичната диференциация между популациите.
Причината за факта, че генетичния дрейф засяга малочислени популации се крие в това, че те са по-нестабилни и по-лесно влияещи се от еволюционните фактори, водещи до изменение в честотата на определени гени или техните алели. Генетичният дрейф предизвиква загубата на определени гени или техните алели в популацията, като по този начин засилва различията между различни малочислени популации и така води до видообразуване. Генетичният дрейф може да се разглежда и като еволюционен фактор, освен като елементарна еволюционна единица и като механизъм на еволюцията.